# Per Stureson
Per Stureson (* 22. März 1948) ist ein ehemaliger schwedischer Autorennfahrer.

## Karriere
Zwischen 1984 und 1986 bestritt Stureson 55 Rennen in der Deutschen Tourenwagen-Meisterschaft. Bereits seinen ersten DTM-Renneinsatz konnte er in einem Volvo 240 turbo, eingesetzt von Hör-Motorsport, gewinnen. 1985 wurde er Deutscher Tourenwagen-Meister. Insgesamt gewann er zwei Rennen, sicherte sich drei Pole-Positions und fuhr in zwei Rennen die schnellste Rennrunde.

## Statistik

### Einzelergebnisse in der Sportwagen-Weltmeisterschaft
| Saison | Team          | Rennwagen   | 1   | 2   | 3   | 4   | 5   | 6   | 7   | 8   |
| ------ | ------------- | ----------- | --- | --- | --- | --- | --- | --- | --- | --- |
| 1982   | Rennax Racing | Porsche 935 | MON | SIL | NÜR | LEM | SPA | MUG | FUJ | BRH |
| 1982   | Rennax Racing | Porsche 935 | 14  |     |     |     |     |     |     |     |